# Phyllomedusa atelopoides
Phyllomedusa atelopoides är en groddjursart som beskrevs av Duellman, Cadle och David Cannatella 1988. Phyllomedusa atelopoides ingår i släktet Phyllomedusa och familjen lövgrodor. IUCN kategoriserar arten globalt som livskraftig. Inga underarter finns listade i Catalogue of Life.